# Percina uranidea
The stargazing darter (Percina uranidea) là một loài cá thuộc họ Percidae. Nó là loài đặc hữu của Hoa Kỳ.